# Loge Obadiah
Loge Obadiah (lodge Obadiah) was een vrijmetselaarsloge in Paramaribo.
De loge werd in 1921 gesticht en ressorteerde onder de Grand Lodge of Scotland. Ze was in die tijd de enige loge naast Concordia, die onder de grootloge van Nederland valt. Obadiah was Engelstalig en richtte zich op gegoede burgers met een Amerikaanse of Britse nationaliteit.
In Schotland werd haar het logenummer 1255 toegekend. De grootloge werd vertegenwoordigd door de districtsloge in Guyana die broeder Frank Gomes uitzond als vertegenwoordiger tijdens de ceremonie. Hij droeg de titel District Senior Grand Warden (District Eerste Grootopziener) en werd door acht broeders begeleid tijdens de plechtigheid. De loge bestond tot 1938.